# ناتالی دانکن
ناتالی الکسیس دانکن یک موسیقی‌دان سول بریتانیایی از ناتینگهام، انگلستان است. او در اوایل سال ۲۰۱۱ شروع به ضبط اولین آلبوم خود به تهیه کنندگی جو هنری کرد و اکثر جلسات ضبط در استودیو دنیای واقعی انجام شد. تک آهنگ اصلی آلبوم " آسمان در حال سقوط است " در مارس ۲۰۱۲ منتشر شد و پس از آن آلبوم شیطان در من در ۱۶ ژوئیه ۲۰۱۲ منتشر شد.
در ژوئیه ۲۰۲۰، دانکن دومین آلبوم استودیویی خود را به صورت رایگان منتشر کرد.
سبک دانکن از تأثیرات او مانند نینا سیمون، پینک فلوید، رولینگ استونز، خرس گریزلی، آرتا فرانکلین، ریدیوهد، الیوت اسمیت، جف باکلی، جیمی هندریکس و باب دیلن است. او را با افرادی مانند آلیشیا کیز، امی واینهاوس، نورا جونز و نینا سیمون مقایسه کرده‌اند.

## آهنگ‌شناسی

### آلبوم‌ها
| عنوان       | جزئیات                                                                             |
| ----------- | ---------------------------------------------------------------------------------- |
| شیطان در من | - تاریخ انتشار: ۱۶ ژوئیه ۲۰۱۲ - برچسب: Verve - فرمت: سی دی، دانلود دیجیتال         |
| رایگان      | - منتشر شده: ۳۱ ژوئیه ۲۰۲۰ - برچسب: درخت افتاده ۱ صد - فرمت: سی دی، دانلود دیجیتال |

### تک آهنگها
| عنوان                     | جزئیات                          |
| ------------------------- | ------------------------------- |
| " آسمان در حال سقوط است " | - تاریخ انتشار: ۳۰ مارس ۲۰۱۲    |
| " برای من خانه پیدا کن "  | - تاریخ انتشار: ۱۴ سپتامبر ۲۰۱۲ |
| " سیاه سفید "             | - تاریخ انتشار: ۲۳ فوریه ۲۰۱۵   |
| "کینگستون"                | - تاریخ انتشار: ۲۴ ژوئیه ۲۰۱۵   |
| "دروغ"                    | - تاریخ انتشار: ۲۸ اوت ۲۰۱۵     |
| "قلب در قفس"              | - تاریخ انتشار: ۱۷ ژوئن ۲۰۲۲    |